# OSCAR 52
OSCAR 52 (auch VUSat-OSCAR 52) ist ein indischer Amateurfunksatellit.
Der Satellit verfügt über einen 50 kHz breiten Lineartransponder, der von einem niederländischen Funkamateur gebaut worden ist. OSCAR 52 wurde am 5. Mai 2005 mit einer PSLV-Rakete im Satish Dhawan Space Centre in eine LEO-Umlaufbahn gestartet.
Seine COSPAR-Bezeichnung lautet 2005-017B. OSCAR 52 war von 2005 bis Juli 2014 aktiv, am 21. Juli 2014 wurde er endgültig aufgegeben.